# Lucas Janson (Fußballspieler)
Lucas Janson (* 16. August 1994 in Olavarría) ist ein argentinischer Fußballspieler.

## Karriere
Im Juli 2012 rückte Janson von der zweiten in die erste Mannschaft des CA Tigre auf. Er debütierte am 17. August 2012 bei einem 2:1-Sieg über Argentinos Juniors in der 2. Runde der Copa Sudamericana 2012. Nach gut sechs Jahren wurde er in die MLS an den Toronto FC verliehen. Hier erzielte er in elf Ligaspielen vier Tore. Zudem kam er 2018 im Campeones Cup zum Einsatz, wo er bei der 1:3-Niederlage gegen UANL Tigres das einzige Tor seiner Mannschaft schoss. Anfang 2019 kehrte er zu Tigre zurück und blieb bis zum Sommer des Jahres, anschließend wechselte er zu Vélez Sarsfield. Dort spielte er bis zum Sommer 2023 und ist seitdem für die Boca Juniors aktiv.